# Thrombozytopenie
Thrombozytopenie (kurz Thrombopenie;  von altgriechisch θρόμβος thrómbos ‚Klumpen‘, κύτος kýtos ‚Höhlung‘, ‚Gefäß‘, ‚Hülle‘, und πενία penía ‚Mangel‘) bezeichnet einen Mangel an Thrombozyten (Blutplättchen) im Blut. Der Mensch verfügt normalerweise über ca. 150.000–450.000 Thrombozyten pro µl Blut [andere Angabe: 140 bis 400 pro nl]. Wird dieser Wert unterschritten, spricht man von einer Thrombozytopenie. Eine Thrombozytopenie kann durch verminderte Bildung, gestörte Verteilung oder vermehrten Abbau auftreten. Das Gegenteil der Thrombozytopenie ist die Thrombozytose.
Klinisch ist eine Thrombozytopenie bei Werten unter 80.000/µl relevant, da erst ab diesem Niveau mit erhöhter Blutungsneigung zu rechnen ist, solange keine Funktionsstörungen der Thrombozyten (Thrombozytopathien) vorhanden sind. Bei Werten unter 50.000/µl ist mit Spontanblutungen wie Nasenbluten, Hämatomen, Petechien der Haut und Schleimhäute, Hirnblutungen und Magen-Darm-Blutungen zu rechnen. Bei Bildungsstörungen müssen ab 10.000/µl Thrombozyten-Konzentrate verabreicht werden. Die Partielle Thromboplastinzeit (PTT) wird von einer Thrombozytopenie nicht beeinflusst, da für diese Laboruntersuchung das u. a. von den Thrombozyten stammende Phospholipid (veraltet Plättchenfaktor 3) hinzugegeben wird.

## Ursachen
Mögliche auslösende Faktoren für eine Thrombozytopenie sind:
- hämatologische Erkrankungen, z. B.
  - Leukämien
  - Thrombotisch-thrombozytopenische Purpura (TTP)
  - Hämolytisch-urämisches Syndrom (HUS)
  - chronische Immunthrombozytopenie
  - Antiphospholipid-Syndrom
- fetale oder neonatale Alloimmun-Thrombozytopenie (FAIT oder NAIT)
- Posttransfusionelle Purpura (PTP)
- Verbrauchsthrombozytopenie bei intravasaler Gerinnung oder Blutung
- Schwangerschaftsassoziierte Thrombozytopenie (englisch gestational thrombocytopenia) bei 5 – 10 % zum Zeitpunkt der Geburt, kann aber auch im Rahmen einer Präeklampsie auftreten. Bei komplikationsfreier Schwangerschaft sinkt die Thrombozytenzahl bereits im ersten Trimenon und erreicht den niedrigsten Wert um die Geburt, um im Mittel nach sieben Wochen wieder die ursprünglichen Werte zu erreichen. Im Mittel fällt die Konzentration um 17 % und erreicht nur bei 1 % der Schwangeren Werte unter 100.000/µl.[3]
- Heparin-induzierte Thrombozytopenie (HIT)
- allergisch, toxisch, post-infektiös, Mangelerkrankungen (Vitamin B12, Folsäure), paraneoplastisch
- Leberzirrhose mit portaler Hypertension (Mangel an Thrombozytenwachstumsfaktor)
- vermehrter Abbau in der Milz (Hypersplenismus)
- Nebenwirkung bei der Einnahme von Medikamenten, z. B. Ibuprofen.[4] Der Schaden ist nach Absetzen des Medikaments reversibel.
- Impfstoff-induzierte Thrombozytopenie
- Infektionskrankheiten
  - Malaria tropica
  - Ringelrötelnvirus
  - Epstein-Barr-Virus
  - Helicobacter pylori (bakterielle Infektion des Magens).[5][6]
- Angeborene Thrombozytopenien

## Differentialdiagnose
Abzugrenzen von einer echten Thrombozytopenie ist die Pseudothrombozytopenie, bei der durch das verwendete Antikoagulans (üblicherweise EDTA) die Thrombozytenzahl in-vitro durch Aggregatbildung abfällt und im Blutbild daher die Thrombozytenzahl falsch niedrig gemessen wird. Abgeklärt wird ein entsprechender Verdacht durch eine parallele Messung mit einem alternativen Antikoagulans (z. B. Citrat oder Magnesiumsulfat).

## Therapie
Die Thrombozytopenie stellt einen Notfall dar. Unmittelbar nach Diagnosestellung muss eine Therapie erfolgen:
- Suche nach einer therapierbaren Grunderkrankung (Infekte!),
- Absetzen von Medikamenten, die als Auslöser in Frage kommen.
- Der Plasmaaustausch ist die effektivste Therapieform.

Nutzen und Stellenwert zusätzlicher Medikamente wie Glukokortikoide, Rituximab, Vincristin, Immunsuppressiva, ASS und / oder Prostaglandinpräparaten sind unklar.
Der Ausschuss für Humanarzneimittel (CHMP) der Europäischen Arzneimittel-Agentur (EMA) hat bei seinem Meeting im April 2019 Avatrombopag für die Behandlung schwerer Thrombozytopenien zur Zulassung empfohlen (Handelsname: Doptelet, Hersteller Dova Pharmaceuticals). In der Regel folgt die Europäische Kommission einer solchen Empfehlung und erteilt die Zulassung. In den USA ist das Präparat bereits seit Mai 2018 zugelassen.
Eine Behandlungsmöglichkeit der Immunthrombozytopenie (ITP) besteht in der Gabe von nicht-strukturanalogen Thrombopoietinpräparaten (z. B. Eltrombopag von Novartis und Romiplostim von Amgen), so genannten Thrombopoietinanaloga.
Thrombosen in Kombination mit einer zusätzlich auftretenden Vakzin-induzierten Thrombozytopenie (VITT) stellen eine sehr seltene Nebenwirkung der Vektorimpfstoffe gegen SARS-CoV-2 (Ad26.COV2.S und AZD1222) dar. Dies kann gezielt mit einem Antikoagulans, etwa Bivalirudin, behandelt werden.